# 유리 레비탄
유리 보리소비치 레비탄(러시아어: Юрий Борисович Левитан; 1914년 10월 2일 – 1983년 8월 4일)은 제2차 세계 대전 중과 그 이후의 주요 소련 라디오 아나운서였다. 그는 라디오 모스크바에서 1940년대-60년대의 모든 주요 국제 행사들을 발표했는데, 여기에는 1941년 6월 22일 소련에 대한 독일의 공격, 1945년 5월 9일 독일의 항복, 1953년 3월 5일 이오시프 스탈린의 사망, 그리고 1961년 4월 12일 최초의 유인 우주 비행 등이 포함된다.

## 생애
블라디미르의 유대인 재봉사와 주부 가정에서 태어난 레비탄은 1930년대 초 모스크바로 가서 배우가 되기를 희망했지만, 지방 악센트 때문에 거절당했다. 그는 그의 특징적인 낮은 목소리 덕분에 모스크바 라디오 방송국에서 자리를 얻었다. 1934년 1월, 레비탄의 방송을 들은 이오시프 스탈린은 라디오 방송국에 전화하여 그때부터 레비탄이 자신의 발표를 읽도록 요청했다. 그 결과, 레비탄은 스탈린의 개인 아나운서이자 소련 최고의 라디오 진행자가 되었다.

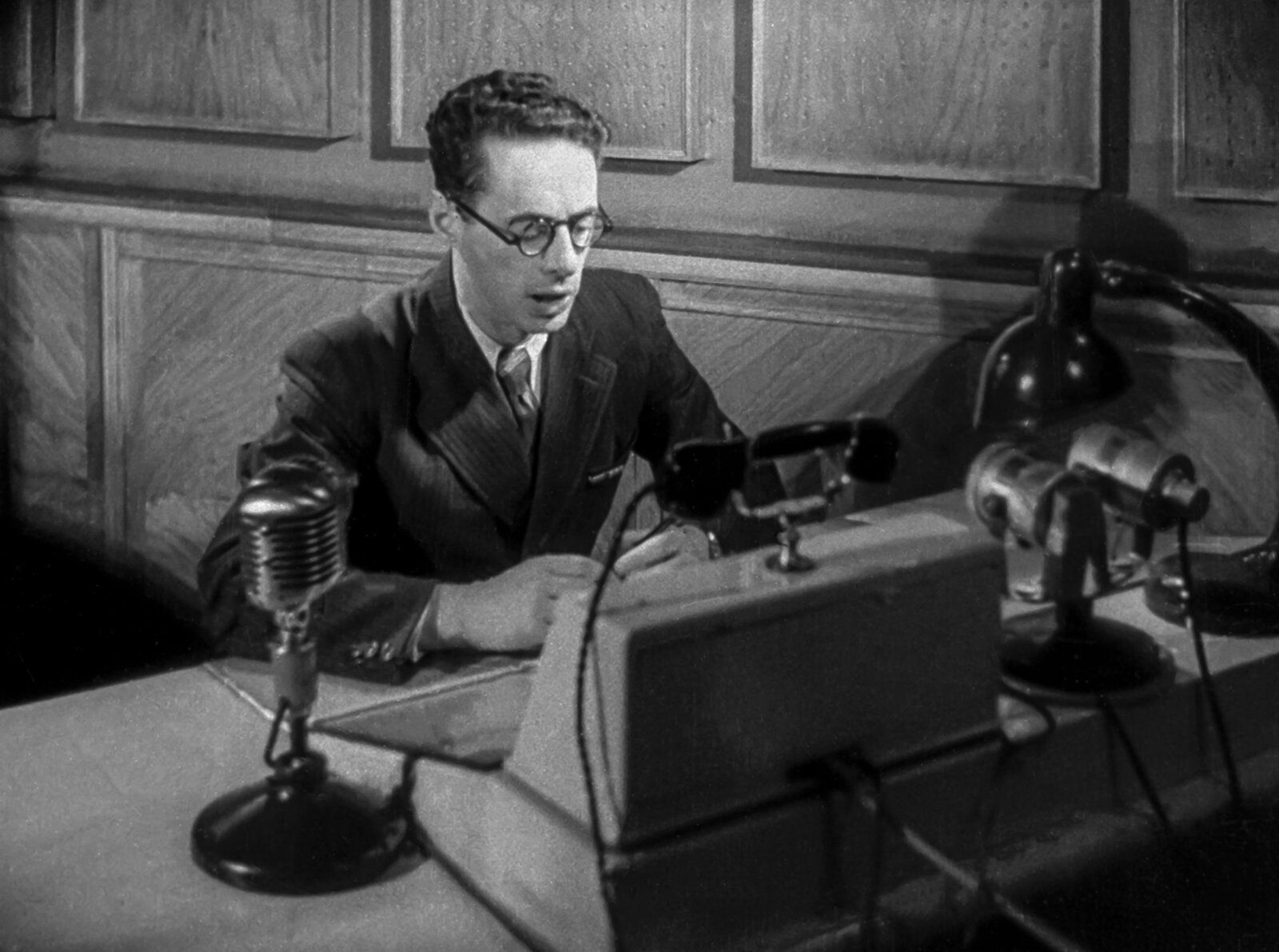
1945년 5월 9일, 독일의 무조건 항복을 읽는 레비탄

독일 침공 (1941년 6월 22일) 이후 레비탄은 (1941년 가을) 스베르들롭스크로 피난했다. 모스크바 라디오 방송국들이 독일 폭격을 피하기 위해 해체되었기 때문이다. 그 당시 그는 국가 최고의 라디오 진행자로서의 중요성 때문에 비밀 장소에 거주했다. 1943년 3월, 그는 쿠이비셰프로 비밀리에 이송되었는데, 그곳에서 소련 라디오 위원회가 회의를 가졌다.
모스크바를 떠나 있던 동안 그의 보도는 그의 트레이드마크인 "주목, 모스크바가 말한다!"(러시아어: Внимание, говорит Москва! )로 시작되었다. 레비탄은 전쟁 중 약 2000번의 라디오 발표를 했으며, 1950년대에는 보관을 위해 스튜디오에서 그 중 많은 부분을 재녹음했다.
전쟁 후 레비탄은 붉은 광장에서의 행사와 국가 선언을 보도했다. 1978년부터 1983년까지 그는 소련의 승리의 날을 기념하기 위해 매년 "침묵의 시간"을 발표했다. 1980년에는 인민 예술가 칭호를 수여받았다. 그는 1983년 심장마비로 사망했으며, 모스크바의 노보데비치 묘지에 묻혔다.

## 유산

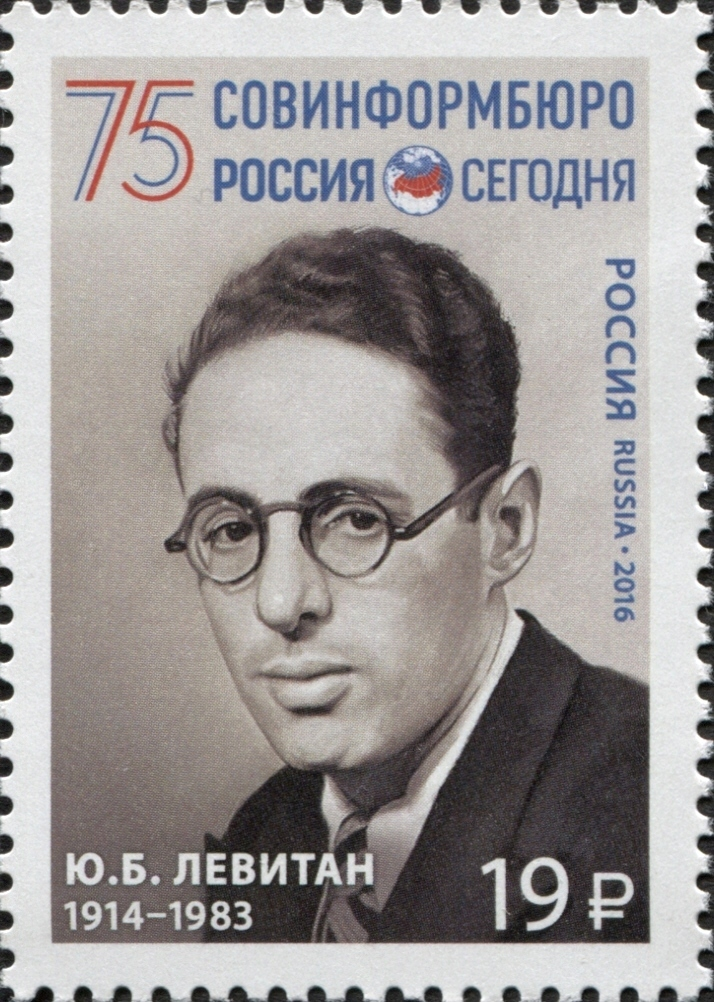
2016년 러시아 우표에 그려진 레비탄

레비탄의 고향인 블라디미르에는 그를 기리는 거리와 기념비가 있다. 그의 기념비는 모스크바의 그의 무덤과 볼고그라드에도 세워졌으며, 알마티, 드니프로, 오데사, 오르스크, 트베리, 우파 (도시)에도 그의 이름을 딴 거리가 있다. 아에로플로트 여객기와 컨테이너 화물선에도 그의 이름이 붙어 있다.

## 내용주
1. ↑  유리로도 표기됨